# Johan August Westerberg

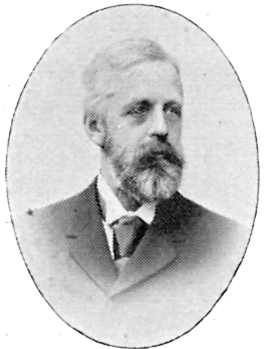
Johan August Westerberg.

Johan August Westerberg, född 28 oktober 1836 i Göteborg, död 28 maj 1900 i Göteborg, var en svensk arkitekt, målare och politiker. 

## Biografi
Han var son till grosshandlaren och skeppsredaren Johan August Westerberg och Margaretha Elisabeth Lundström samt från 1864 gift med Jemina Marshall Andersson och far till Oswald Gavin Westerberg. 
Westerberg studerade vid Chalmerska slöjdskolan i Göteborg 1852 och utexaminerades därefter från Polytekniska institutet i Hannover i Tyskland samt bedrev arkitekturstudier i England och Skottland och var därefter bosatt i Göteborg där han etablerade sig som privatpraktiserande arkitekt.
Bland hans arbeten finns i Göteborg S:t Johanneskyrkan, gamla Betlehemskyrkan, Tabernaklet, Hotel Eggers, det 1942 rivna posthuset vid Packhusplatsen samt de så kallade engelska, franska och holländska kvarteren i Göteborg.
I Stockholm byggde han Salemkapellet på Södermalm och på landsbygden herresätena Fånö och Sparreholms slott. Som konstnär utförde han en del landskapsmotiv i akvarell.  Westerberg är representerad vid Göteborgs museum. I Helsingborg ritade han Centralpalatset vid Stortorget, som efter en ombyggnad 1905 inhyste banklokaler för Skånska Handelsbanken (senare Skandinaviska Banken) fram till dess rivning år 1967.
Westerberg, som intog en ledande ställning inom Baptistsamfundet i Göteborg, var 1890–1893 riksdagsman i andra kammaren.

## Bilder

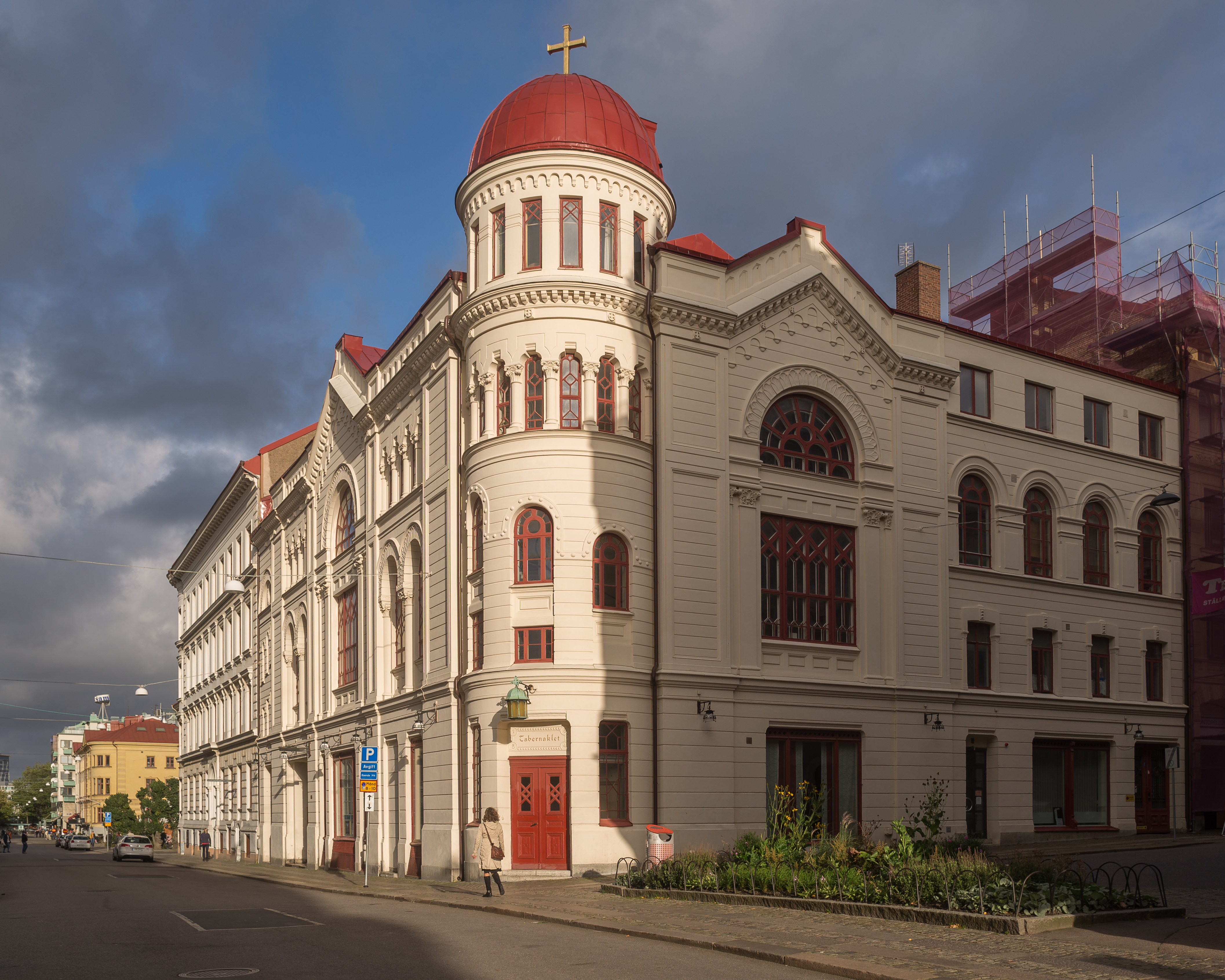
Göteborgs baptistförsamlings byggnad Tabernaklet.
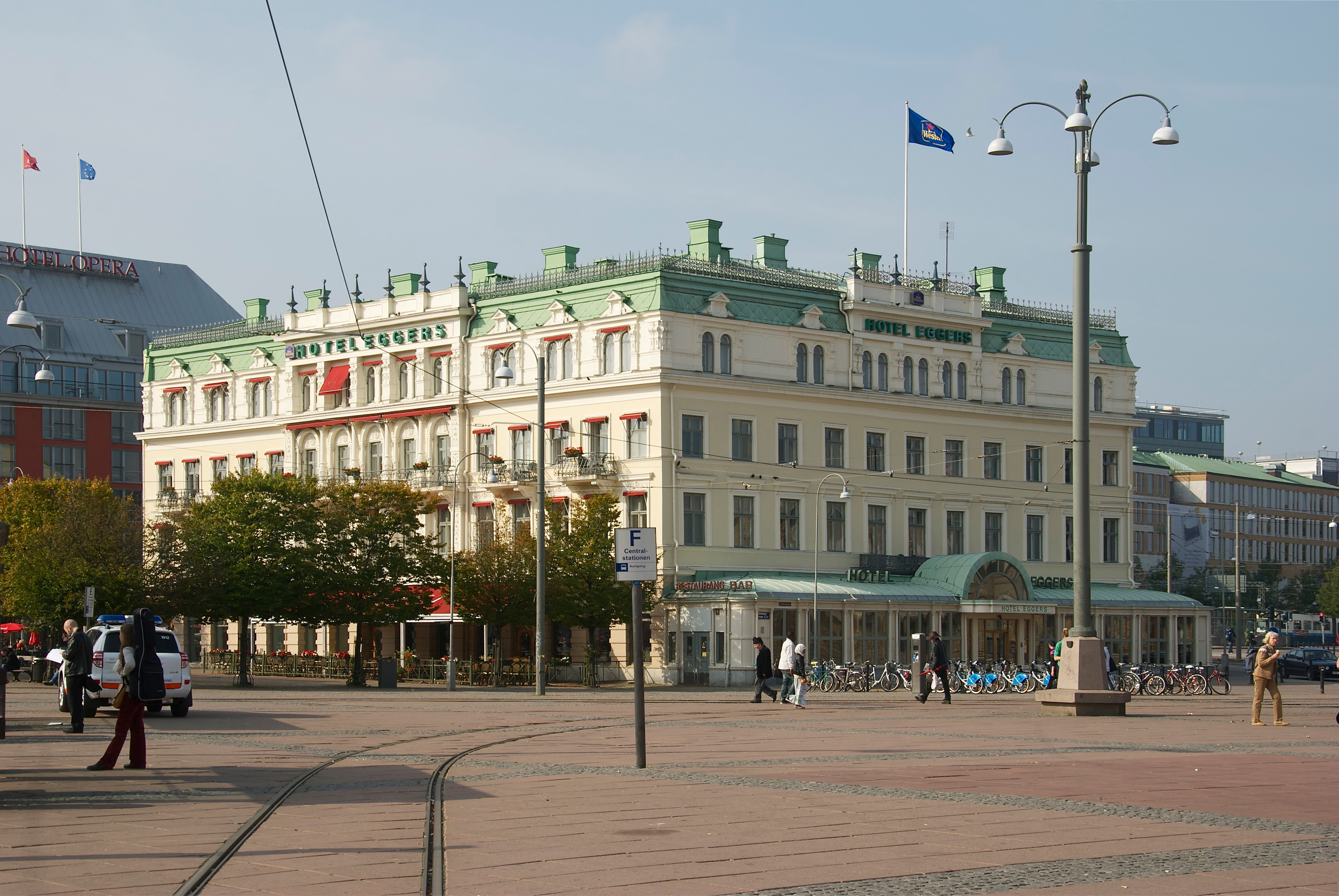
Hotell Eggers, Göteborg
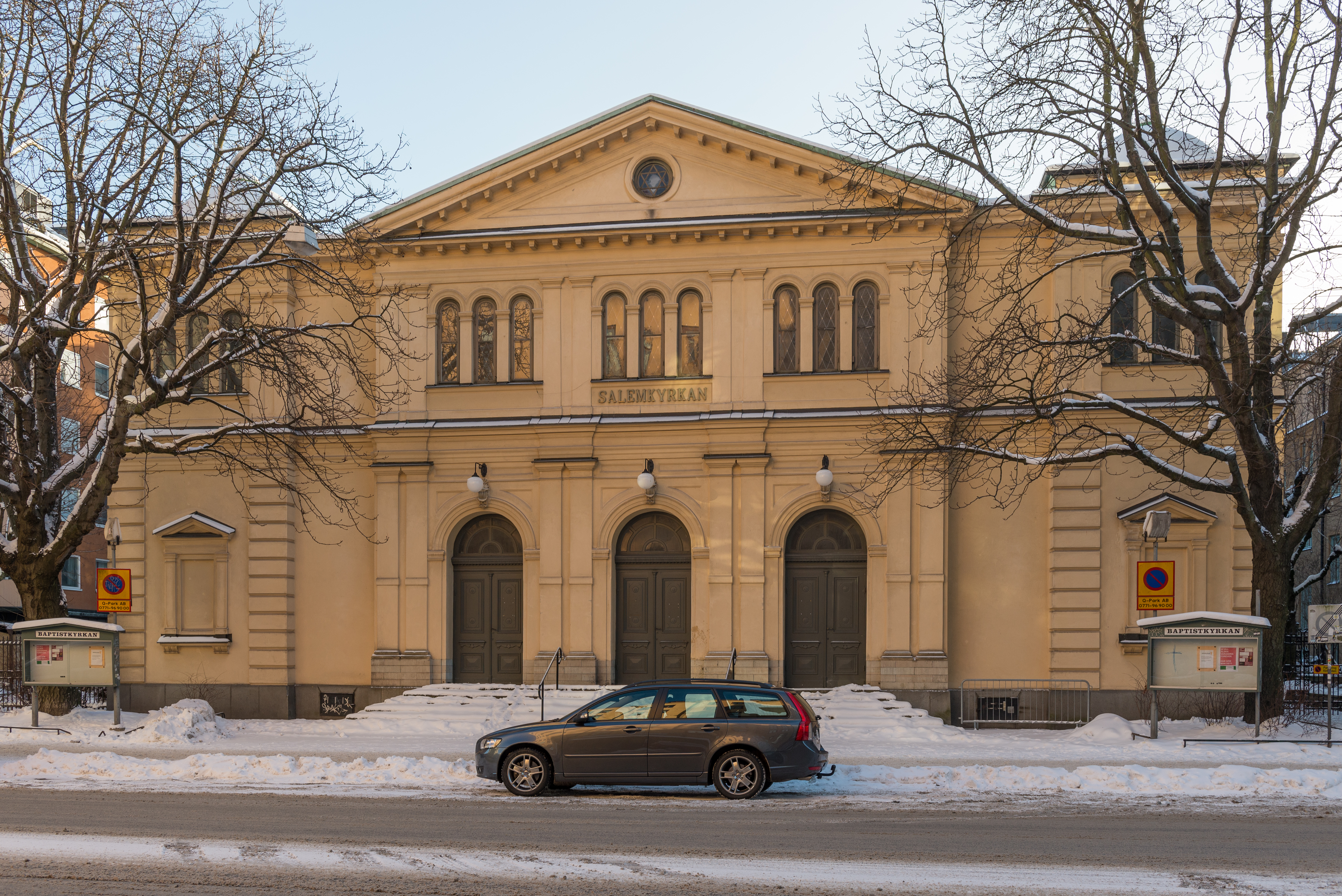
Salemkyrkan, Stockholm
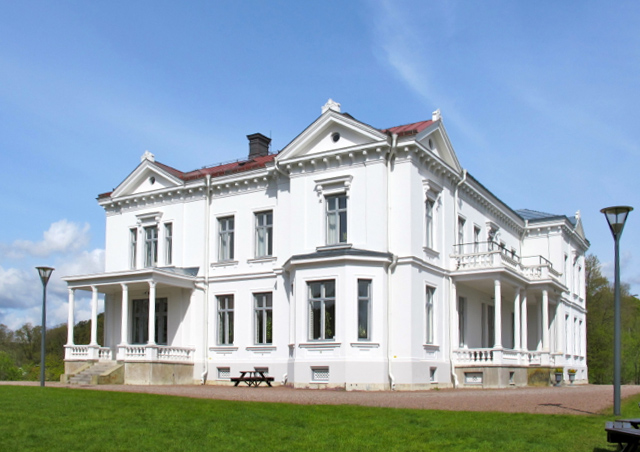
Jonsereds herrgård
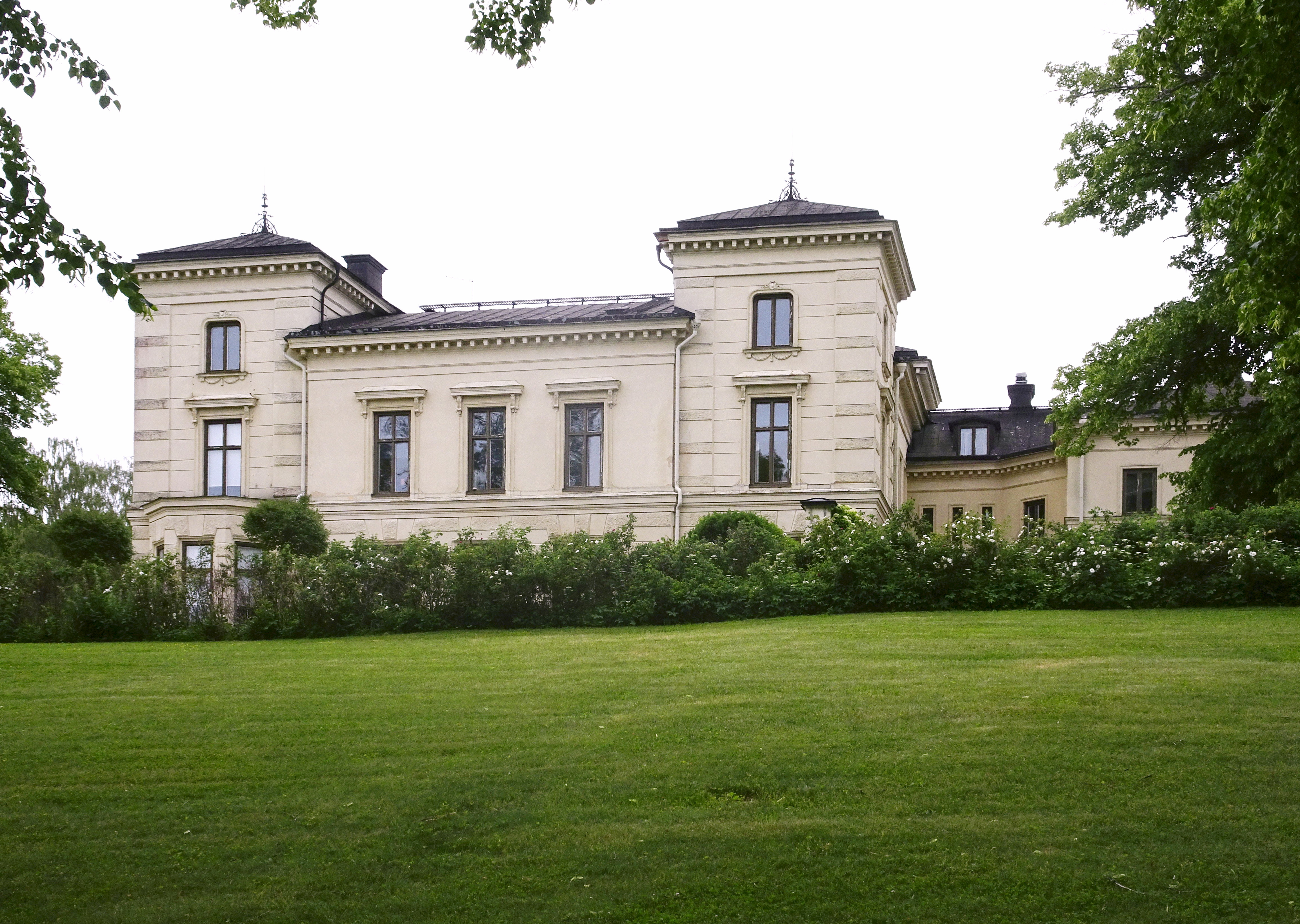
Fånö herrgård
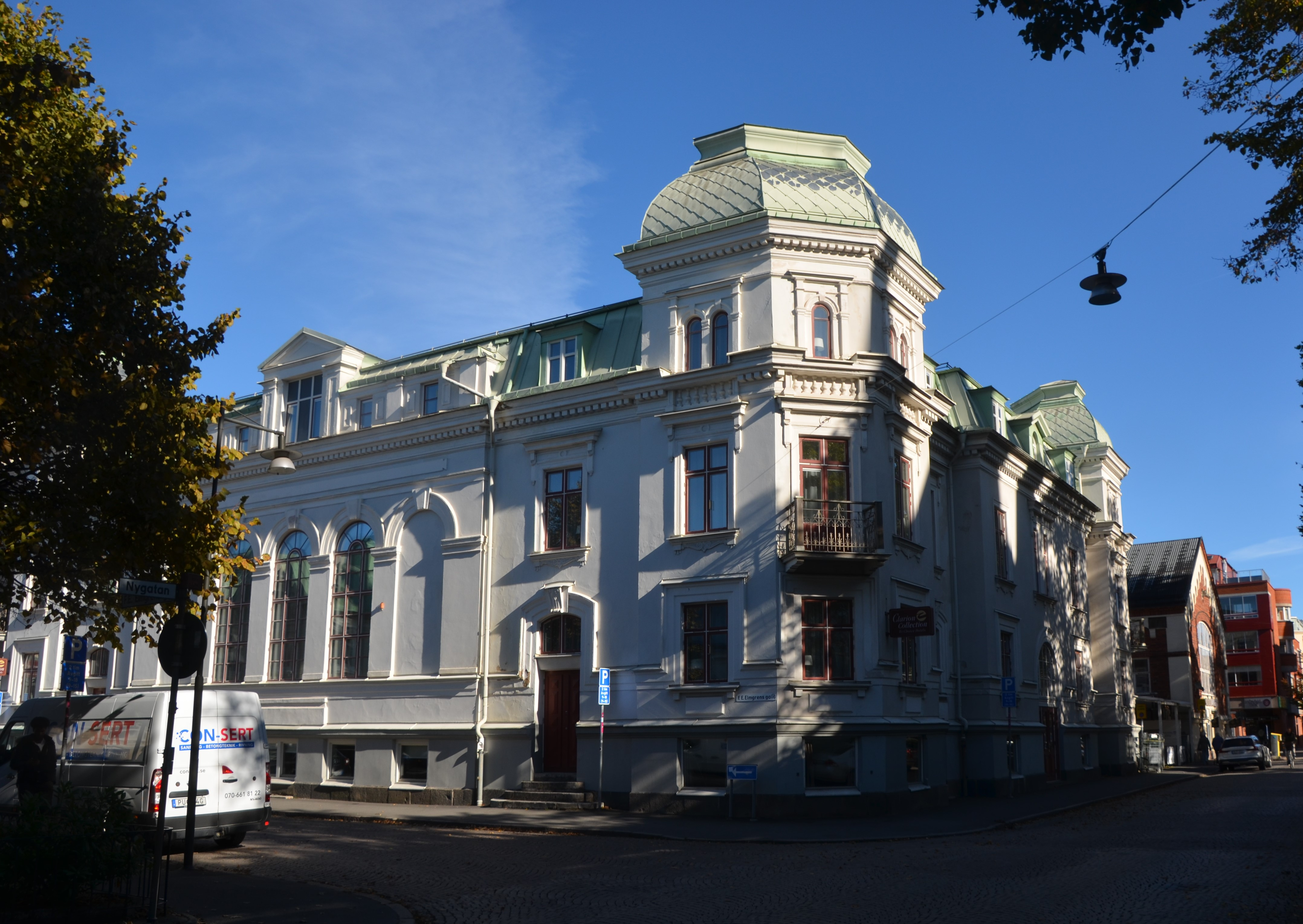
Viktoriahuset, Jönköping